# Pseudoraphis minuta
Pseudoraphis minuta är en gräsart som först beskrevs av Carl Christian Mez, och fick sitt nu gällande namn av Pilg.. Pseudoraphis minuta ingår i släktet Pseudoraphis och familjen gräs. Inga underarter finns listade i Catalogue of Life.